# Empidonax hammondii
Empidonax hammondii là một loài chim trong họ Tyrannidae.